# Parque Harriague
Le parque Harriague (en français, parc Harriague) est un parc urbain de Salto, ville de l'Uruguay. Il constitue pour la ville de Salto, comme pour son département, un lieu en promenade et de détente populaire abritant notamment le parc zoologique municipal. Il est lié au nom de Catalina Harriague. Elle était la nièce de Pascual Harriague.
Ce parc est situé sur l'avenue Juan Harriague, depuis la rue Treinta y Tres jusqu'à la rue Misiones. L'accès principal se fait sur la rue Rincón et à l'arrière  du parc, il atteint la rue Juan H. Paiva. La caractéristique de cet espace vert en pleine ville est sa beauté naturelle qui fut respectée  par ceux qui avaient initié ce projet.

## Histoire
Le terrain est donné à la mémoire de Don Juan Harriague par ses filles Doña Catalina Harriague de Castaños, Juana Harriague de Brignole, Pascualina Harriague de Sant 'Ana et Octavia Harriague de Dondo. Au moment de la donation, le maire de la commune était l'architecte Armando Barbieri, qui a transformé la propriété en un parc avec un théâtre de plein air. Le terrain est donné le 12 décembre 1951.

## Parc zoologique de Salto
Dans ce parc fonctionne le zoo municipal avec environ 150 espèces et 450 animaux originaires de l'Amérique du Sud mais aussi du monde entier.

## Activités

### Scène de plein air
Des artistes importants se sont produits sur sa scène, appelée Víctor R. Lima, et une grande variété de spectacles de musique et de chansons populaires y ont été organisés. Au début, la scène ne disposait pas d'écran acoustique, qui a été installé lors d'une rénovation effectuée en 1976.

### Évènements
Le parc Harriague a accueilli divers événements tels que la journée des travailleurs du secteur des agrumes le 2 octobre 2010. L'événement a été marqué par les prestations du duo Germán et Darío, du duo Luis et Rosario, du Cuarteto del Litoral de José Luis Mora, du groupe La Magia, Costa Sin Frontera, Daniela Repetto et Álvaro Caballero, et par la prestation finale d'une Plena Samba.

## Avenir du parc compromis
La ville de Salto est riche d'une centaine d'espaces verts constitués de places et de squares, de jardins publics et de parcs dont certains ont été détériorés, d'autres en voie d'abandon. Malgré la présence du parc zoologique et la scène de plein air, le sort du parc Harriague semble compromis à brève échéance.

## Galerie

Images du parque Harriague
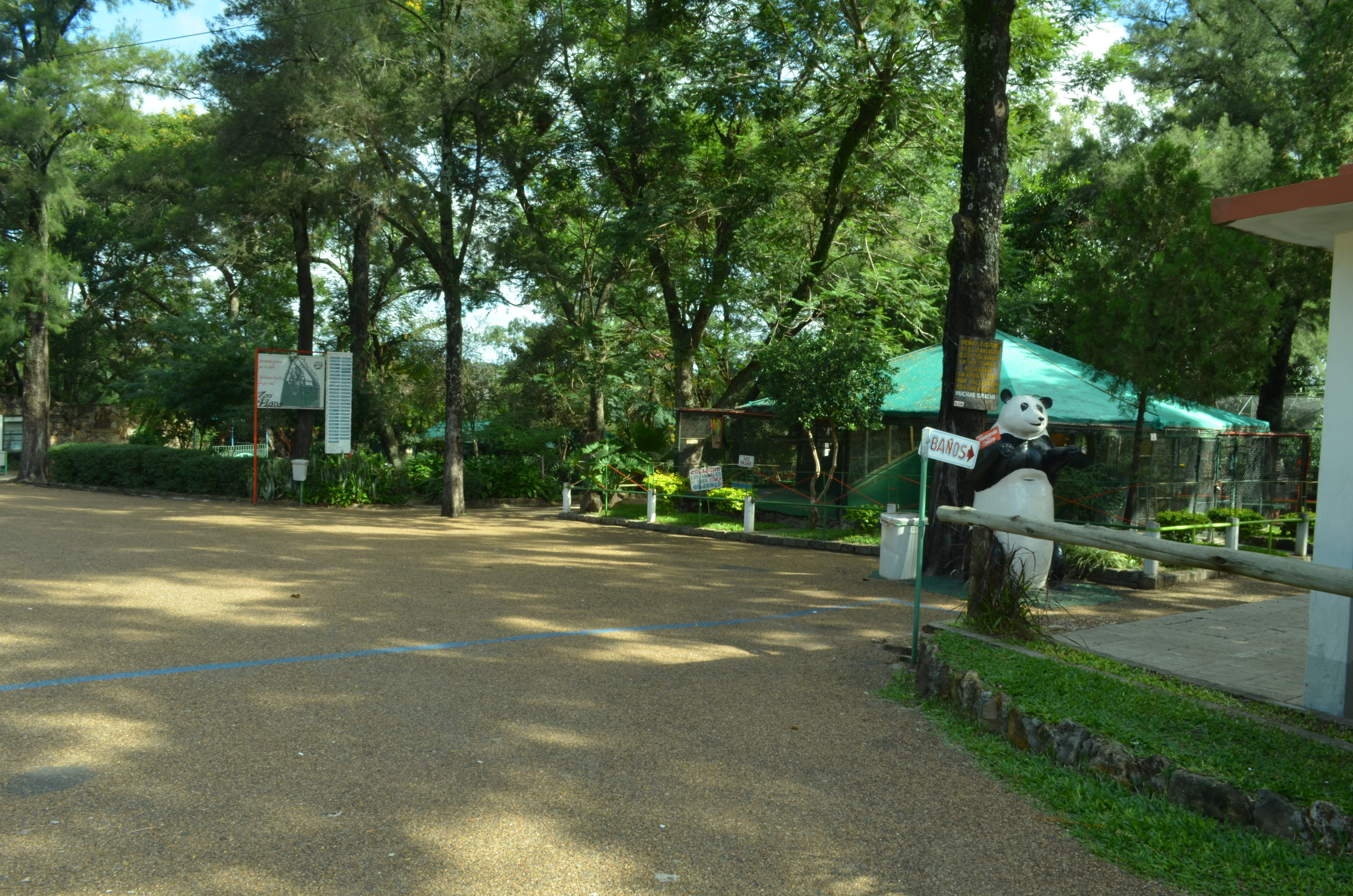
Entrée du zoo au parc Harriague.
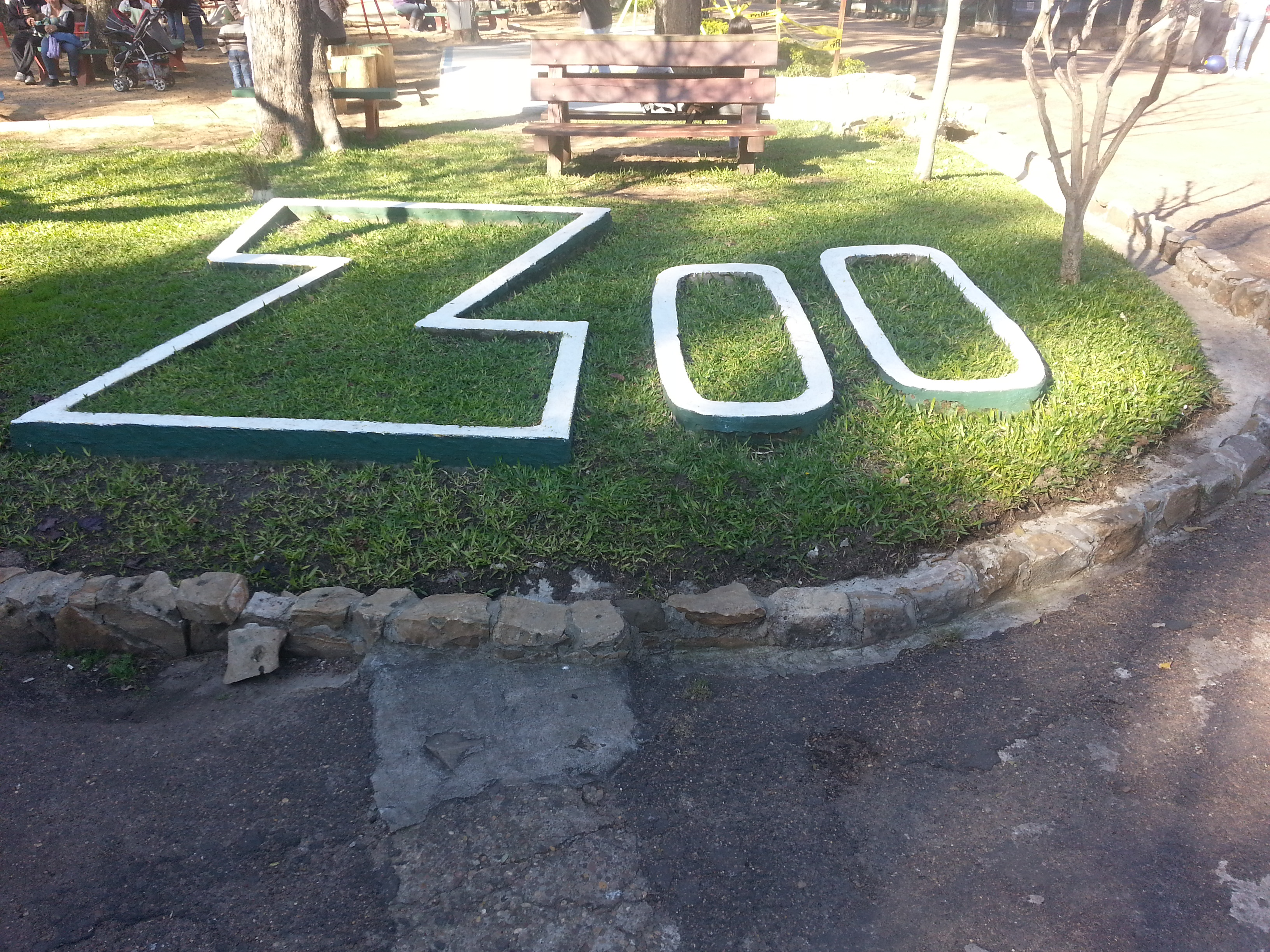
Zoo du parc Harriague.
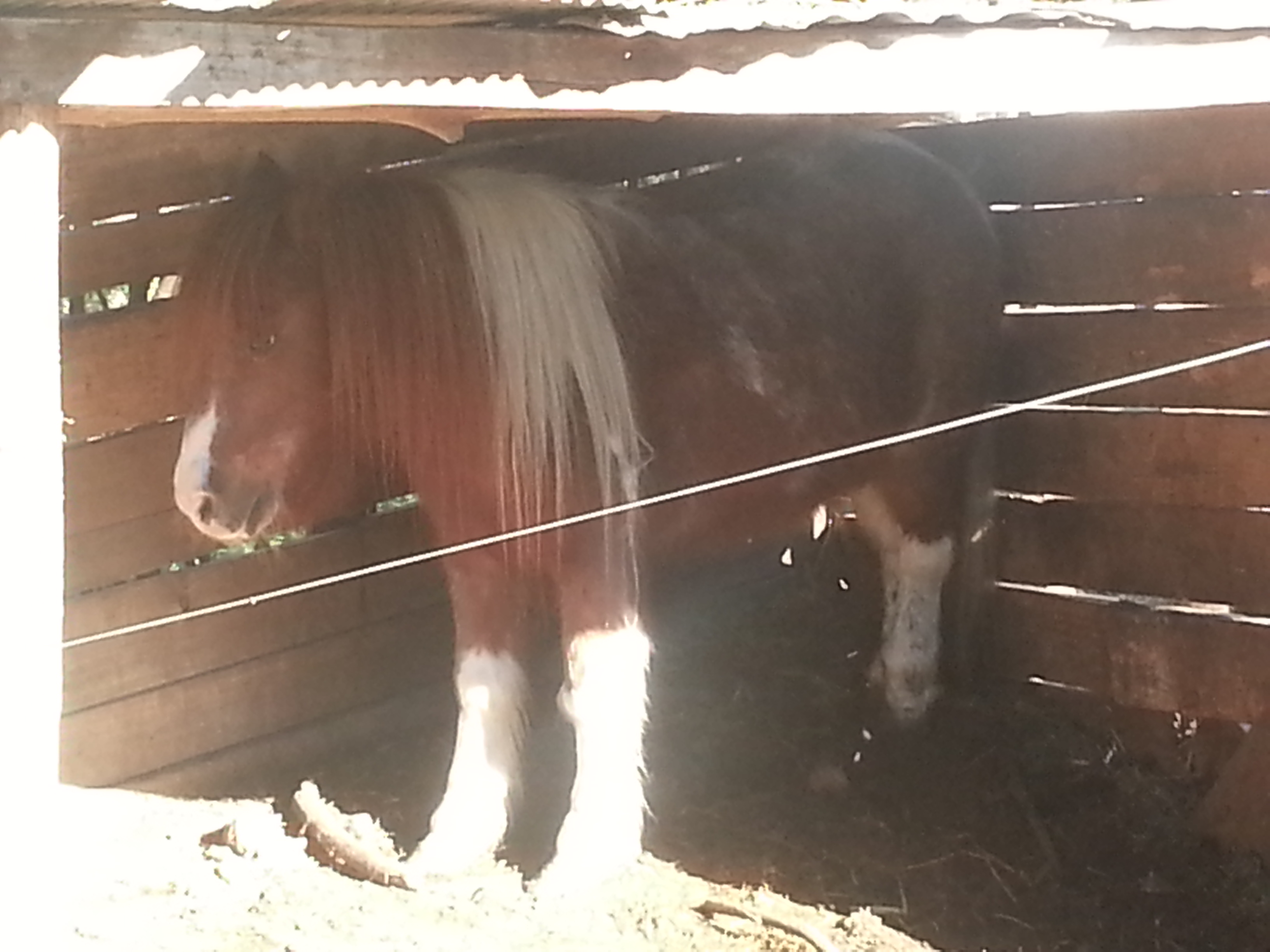
Enclos au zoo.
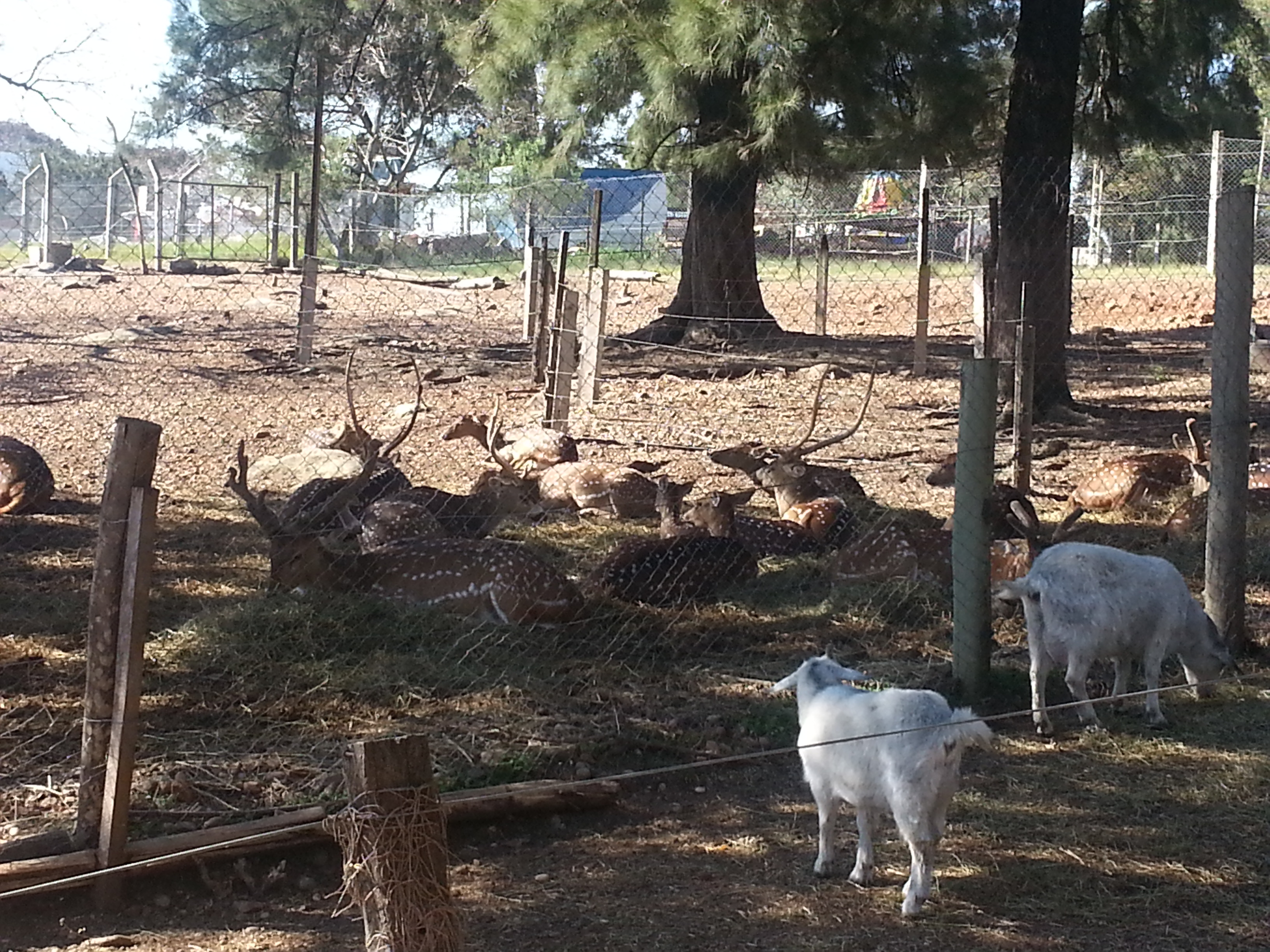
Troupeau de ruminants au zoo.
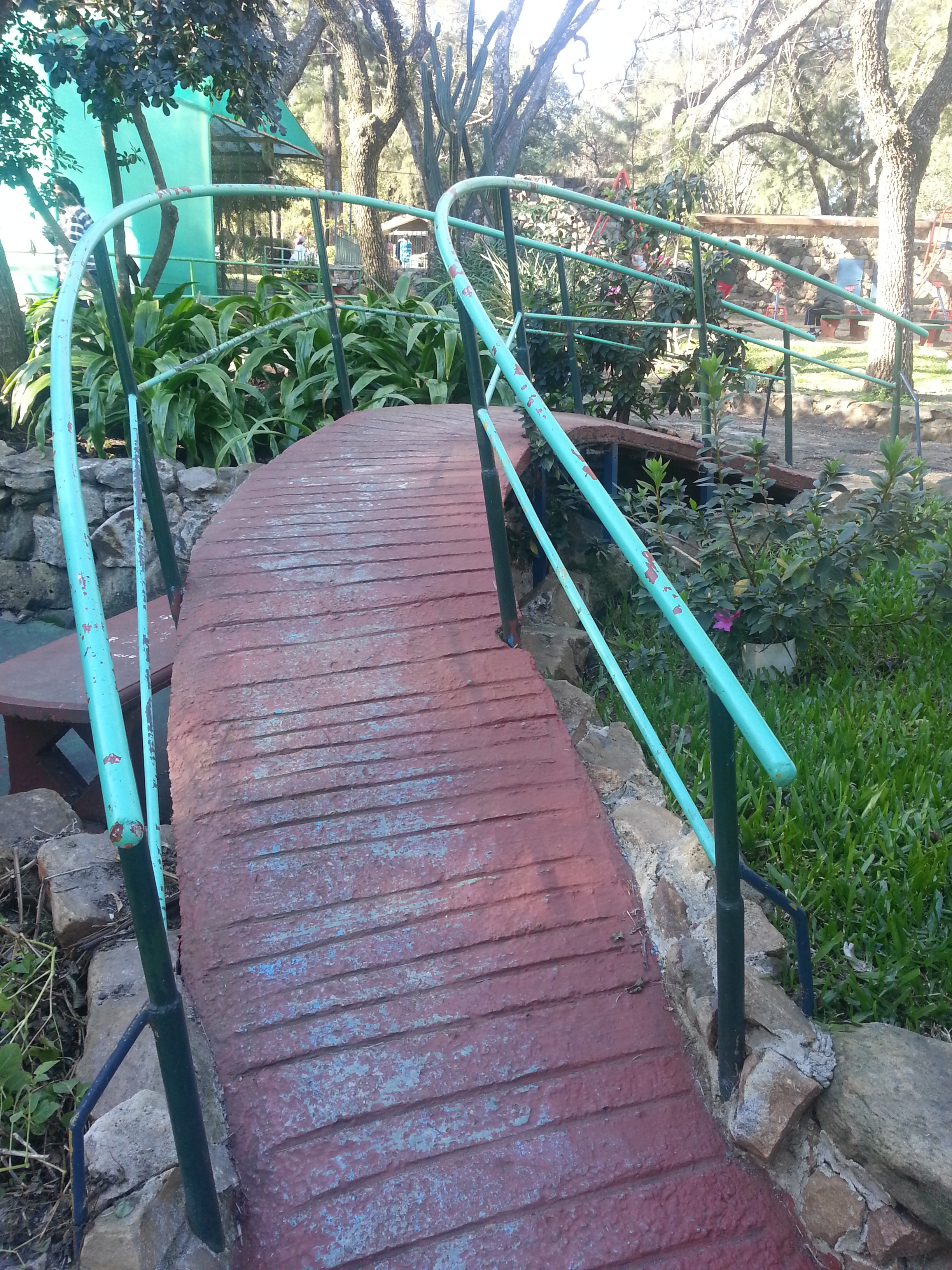
Petit pont au zoo.
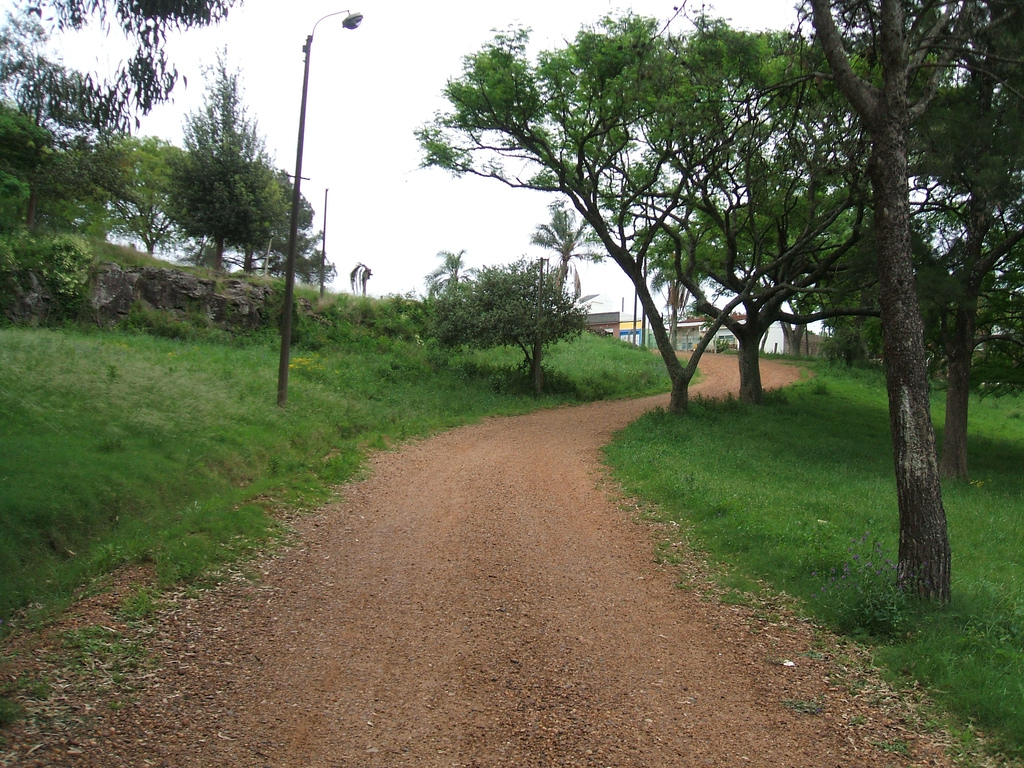
Chemin de promenade dans le parc Harriague.